# Calothamnus gracilis
Calothamnus gracilis är en myrtenväxtart som beskrevs av Robert Brown och William Townsend Aiton. Calothamnus gracilis ingår i släktet Calothamnus och familjen myrtenväxter. Inga underarter finns listade i Catalogue of Life.